# Helge Franzén
Nils Klas Helge Franzén, född 28 juli 1913 i Kungsholms församling i Stockholm, död 26 oktober 2008 i Enskede-Årsta församling, Stockholm, var en svensk konstnär.

## Bakgrund
Helge Franzén växte upp i Stockholm. Han var son till poliskonstapeln Gustav Oskar Karlsson Franzén (1874–1937) och hans första hustru Helga Josefina Elisabet Wahlberg (1877–1953) vilka tidigt skildes. Helge Franzén blev styvson till löjtnanten Johan Emil Eriksson (1885–1938) när modern 1916 gifte om sig med honom.

## Måleri
Helge Franzén var elev vid Otte Skölds målarskola 1932, på Konsthögskolan 1933–1935 och hos konstnären Nils Sjögren. Han var knuten till Svensk-franska konstgalleriet 1941–1943 samt Färg och Form 1952–1962. Hans verk, som bestod av landskap, stilleben, porträtt och Stockholmslandskap, finns representerade bland annat vid Moderna Museet i Stockholm.
Hans måleri hade enligt Bonniers lexikon markant konturerade former och en kontrastrik mustig kolorit. I stora stadsutsikter över Stockholm nådde han unika resultat genom starkt intensifierade djupperspektiv.

## Familj
Helge Franzén var gift första gången 1939–1946 med Barbro Drake (1908–1997), andra gången 1946–1953 med Margaret Hauff (1920–1996) från Norge, tredje gången 1954–1963 med Anita Thedenius (1913–1975) samt slutligen fjärde gången 1963–1994 och femte gången 1999 till sin död 2008 med Margareta Lindberg (född 1939). Bland de många barnen märks Thomas Franzén (född 1945) fil dr i nationalekonomi som varit vice riksbankschef, chef för Riksgäldskontoret och även är konstnärligt verksam.